# Paperetta Yè-Yè
Paperetta Yè-Yè è un personaggio immaginario della Disney creato nel 1966 dal disegnatore e sceneggiatore Romano Scarpa; appare per la prima volta nella storia a fumetti Arriva Paperetta Yè-Yè, pubblicata in Italia su Topolino n. 577 del 18 dicembre 1966.

## Caratterizzazione del personaggio
Nella prima storia è chiamata semplicemente "Paperetta", ma già dalle storie successive acquisisce la denominazione definitiva di "Paperetta Yè-Yè", per parodiare anche nel nome le adolescenti fan dei Beatles del periodo; nell'edizione a fumetti pubblicata negli USA viene chiamata "Dickie Duck". È la nipote di Doretta Doremì, che nella storia Arriva Paperetta Yè-Yè si scopre risiedere ormai presso un ospizio, quando sceglie di affidarla a Paperon de' Paperoni perché se ne prenda cura ora che è appena uscita dal collegio. Di media statura, con una capigliatura folta biondo chiaro tagliata corta, Paperetta è un'adolescente spigliata e dinamica; stabilitasi a Paperopoli, compare in diverse storie italiane, quasi sempre opera di Romano Scarpa.
A causa della sua caratterizzazione così legata al periodo degli anni sessanta e alla Beatlemania, nonostante l'iniziale successo non è mai divenuta un vero personaggio fisso in Italia, mentre negli anni ottanta (1984) diventa protagonista di una serie di storie prodotte in Brasile con il nome Os Adolescentes (che più avanti diventa A turma de Pata Lee, ovvero "La banda di Paperetta"), dove Paperetta, ribattezzata "Pata Lee" (nome che richiama la celebre cantante brasiliana Rita Lee), fa parte di un gruppo di quattro teen-ager: Walter (Parceiro in originale), un alto pellicano figlio di facoltosi genitori, chiamato a volte Osvaldo a seconda delle traduzioni; Nettunia (Neptunia), bassina, mora e appassionata di astrologia; Olimpia (Olímpia), una maniaca dello sport alta e ossuta; Beckett (Folião, in Italia chiamato erroneamente anche Clotilde), un uccello Aracuan già comparso nel lungometraggio I tre caballeros. In queste storie Paperetta è una studentessa con la passione per la musica, e ha una sua band con la quale si esibisce in feste e concerti.
In Italia il personaggio venne ripreso verso la fine degli anni 2000 con alcune modifiche, venendo rappresentata come una giovane adulta ma sempre con lo stesso carattere esuberante e con la passione per il giornalismo che la cala nel ruolo di inviata del "Papersera", il quotidiano di Paperone, in una serie di storie pubblicate dal 2009, "Reportage a fumetti". Inoltre è apparsa in altre storie italiane nel 2007 e nel 2010 (nei panni della vampira "Paperette Yes-Yes" in Quacklight - Vampiri fascinosi a Paperopoli).
Paperetta ha fatto la sua prima e unica apparizione nei cartoni animati all'interno della Camminata Disney, sigla animata realizzata da Romano Scarpa nel 1982 per il programma Topolino show.